# Бруно’с Мэгпайс
Бруно’с Мэгпайс — гибралтарский футбольный клуб. Участник Чемпионата Гибралтара и Кубка Гибралтара по футболу. Основан в 2013 году, дебютировал в еврокубках в сезоне 2022—2023. Домашние матчи проводит на стадионе национальной сборной «Виктория».

## Статистика выступлений
| Сезон   | Ранг | Турнир           | Место | И  | В  | Н | П | ГЗ | ГП | РГ  | Очки |
| ------- | ---- | ---------------- | ----- | -- | -- | - | - | -- | -- | --- | ---- |
| 2016/17 | 2    | Второй Дивизион  | 4     | ?  | ?  | ? | ? | ?  | ?  | +?  | ?    |
| 2017/18 | 2    | Второй Дивизион  | 2     | ?  | ?  | ? | ? | ?  | ?  | +?  | ?    |
| 2018/19 | 2    | Второй Дивзион   | 3     | ?  | ?  | ? | ? | ?  | ?  | +?  | ?    |
| 2019/20 | 2    | Второй дивизион  | 1     | ?  | ?  | ? | ? | ?  | ?  | +?  | ?    |
| 2020/21 | 1    | Премьер дивизион | 7     | 18 | 10 | 2 | 6 | 46 | 27 | +19 | 32   |
| 2021/22 | 1    | Премьер дивизион | 4     | 20 | 10 | 3 | 7 | 36 | 25 | +11 | 33   |

## История
Клуб был основан в 2013 году, как группа друзей, которые любили выпивать в одном из гибралтарских баров — bruno’s. В первые два сезона клуб занимал места в середине таблицы второго дивизиона.
В сезоне 2015/2016 спонсором команды стала гибралтарская туристическая компания «Chesterons». Клуб начал активно развивать фан базу. В том сезоне клуб занял 4 место в втором дивизионе и второе место в кубке 2 дивизиона, проиграв футбольному клубу «Европа Поинт»
В октябре 2016 клуб назначил бывшего ассистента тренера сборной Гибралтара на пост главного тренера Дэвида Уилсона и занял 2 место в лиге. Клуб играл в стыковых матчах с «Манчестером 62», но проиграл 3:1 и остался в том же дивизионе.
В следующем сезоне команда заняла 3 место, а в 2019 наконец-то вышла в Национальный дивизион Гибралтара.

## Достижения
- Кубок Второго дивизиона Гибралтара: 2019
- Кубок Скалы (1): 2023
- GFA Challenge Trophy: 2021